# Clément Pirnay
Clément Pirnay, né à Verviers le 13 juin 1881 et mort à Chimay le 24 septembre 1955 , est un architecte belge ayant réalisé ses principales constructions à Liège.

## Biographie
N'ayant terminé ses études ni à Saint-Luc ni à l'Académie des Beaux-Arts de Liège, Clément Pirnay entre en 1898 comme collaborateur à l'atelier de l'architecte Paul Jaspar, pionnier de l'Art nouveau à Liège. Il y reste jusqu'en 1908. En 1904, il fréquente aussi parallèlement l'atelier d'un autre architecte liégeois de renom : Paul Comblen. 
Il construit sa première maison en 1908 puis sa maison personnelle en 1910-1911 au carrefour de la rue Dartois et de la rue des Guillemins (Maison Pirnay). Il est alors le benjamin des architectes liégeois construisant dans le style à la mode : le style Art nouveau. Il est aussi un des premiers en utiliser le béton sur ses façades. Ensuite, après la Première Guerre mondiale, il se tourne vers l' architecture moderniste.
En 1922, il réalise son œuvre la plus connue : la Maison Bacot dont le sgraffite couvrant la totalité de la façade des étages a été restauré de 2002 à 2004.
Les façades des maisons Bacot et Pirnay ont été classées le 17 février 1995.

## Principales réalisations

### Art nouveau
- la salle de concert De Staar, Henric van Veldekeplein à Maastricht en 1906/1907 (avec Vogelaar; détruit, en phases, en 1953/1997)
- la maison Nols, rue de Namur à Liège en 1908 (détruite)
- la chocolaterie Rosmeulen à Nerem (Tongres), aide technique de 1904 à 1909
- le château Rosmeulen à Nerem (Tongres) de 1911-1913
- sa maison personnelle (Maison Pirnay), rue Dartois no 44 à Liège en 1907-1911

### Modernisme et autres styles
- la maison Heythuyzen, quai des Ardennes no 15 à Liège en 1912
- la maison Clerfayt, rue des Dominicains no 22/24 à Liège en 1913
- l'hôtel du Chemin de Fer à Tongres en 1920
- la Maison Bacot, rue Dartois no 42 à Liège en 1922 (façade entièrement recouverte de sgraffites Art nouveau)
- les chocolateries Grétry, quai de la Boverie à Liège en 1922 (détruites)
- la maison Alexis, rue Dartois no 31 à Liège en 1923/1924
- la maison Bemelmans-Minsart, rue Grétry no 109/111 à Liège en 1924
- la maison Denis , quai Sur Meuse no 3 à Liège en 1929
- une partie du Stade Vélodrome de Rocourt en 1929 (détruit)